# Rosa Freire d’Aguiar
Rosa Freire d’Aguiar (* 28. August 1948 in Rio de Janeiro) ist eine brasilianische Journalistin und derzeit bedeutendste Übersetzerin literarischer Werke in das brasilianische Portugiesisch.
Sie studierte an der Pontifícia Universidade Católica do Rio de Janeiro. Als Journalistin interviewte sie Georges Simenon, Roland Barthes, Rudolf Nurejev, Eugène Ionesco, Marc Chagall und Salvador Dalí. 1987 bis 2001 lebte sie in Paris.
Bisher übersetzte sie rund 60 Werke aus dem Französischen, Italienischen und Spanischen, seit 1986 vorwiegend für den Verlag Companhia das Letras. Auch passte sie Werke aus dem europäischen Portugiesisch dem brasilianischen Portugiesisch an. Für ihre Übersetzung Muriel Barberys A elegância do ouriço (Die Eleganz des Igels) erhielt sie 2009 einen Prêmio Jabuti.
Seit 1978 war sie mit Celso Furtado verheiratet, dessen Obra autobiográfica sie 1997 in drei Bänden herausgab.